# Силажа
Силажа је ситно исецкана маса појединих врста биљака, богата хранивима. Хранива су у силажи конзервирана деловањем бактерија млечно-киселинског врења. Млечна киселина спречава ферментацију органске масе, која настаје у природи због деловања бактерија уз присуство ваздуха.
За кукурузну силажу одабир сорте је релативно једноставан. Данас сви значајни произвођачи семенског кукуруза имају добро разрађен програм специјалних сорти за силирање.
За производњу силаже могу се користити различите врсте биљака, мада се најквалитетнија силажа добија од кукурузне биљке када је биљка кукуруза у фази млечно воштане зрелости. Због велике киселости (pH 3,8-4,2) силаже, при њеној употреби се користи и одређена количину сувих кабастих хранива, односно сена.
Сетва кукуруза за силажу може бити:
- главни усев
- пострни усев

Склоп биљака је 67000 до 81000 биљака по хектару. Данашња производња у сточарству не може се замислити без коришћења силаже. Принцип припреме овог хранива је данас усавршен, иако се ради о процесу биохемијских промена. Циљ конзервирања зелених биљака и индустријских производа је очување њихових хранљивих вредности у што дужем периоду, и да се у сточарској производњи добије што укуснија и здрава храна.

## Производња силаже
Добро обављен поступак силирања је услов за одвијање процеса ферментације и добијање квалитетне силаже, а она обухвата:
- Косидбу биљака
- Сушење
- Жетву
- Утовар у транспортне машине
- Транспорт до сило простора
- Истовар у базене или силосе
- Сабијање силажне масе

Ови поступци се морају извести брзо и ефикасно. Циљ конзервирања силирањем је да се сачувају хранљиве материје силиране културе кроз процес ферментације, а да се при томе спречи појављивање непожељних микроорганизама. Да би се смањили губици у поступку силирања, пажњу треба посветити самом поступку силирања. Основна оријентација сваког газдинства треба да буде на успостављању затвореног циклуса између биљне и сточарске производње. То првенствено подразумева да се производња кабасте и концентроване сточне хране организује на самом газдинству где би се добром организацијом производила максимална количина потребне хране за животиње, док би се на тржишту набављала само минимална количина хранива која се из оправданих разлога не могу произвести на овај начин.

## Предности силирања сточне хране
Процес силирања сточне хране има своје предности у односу на друге поступке. Силирање зелених биљака праћено је великим губицима хранљивих материја (витамини, протеини ...) У процесу припреме сена губи се просечно око 30% суве материје, док у условима доброг изведеног поступка силирања укупни губици не прелазе 10%.
Целокупан процес производње силаже, укључујући и исхрану животиња силажом могу се механизовати, а живи рад свести на минимум. Силирање као један од технолошких процеса спремања сточне хране не захтева посебно погодне временске услове па се може изводити и по облачном времену. Процес силирања омогућава раније убирање биљака а тиме и већу искористивост земље. Спремањем силаже штедимо и на складишном простору јер се у 1m³ може сместити око 600 kg силаже, док се сено на истом простору не може складиштити у толикој количини. Добра силажа добијена применом правилне технологије може се успешно очувати неколико година без ризика да ће се укварити или да ће се умањити њена хранљива вредност.
Кукуруз у виду силаже целе биљке даје највећу производњу енергије по хектару. Могуће је разноврсно коришћење кукуруза, као целе биљке, зрна и клипа Предност целе биљке је што она укључује стабло, лист и кочанку. Хибриди са дугом вегетацијом су високо родни, али постоје опасности недовољног зрења зрна, па се они користе за силирање а не за бербу. Силирање се обавља пре бербе кукуруза и вађења шећерне репе. Силажа кукуруза не тражи допунску обраду пре храњења.

## Оптимално време жетве и избор хибрида кукуруза
Одговарајући рок за жетву силажног кукуруза је најбитнији фактор од кога зависи принос али и квалитет силаже. Најбоља фаза за силирање кукуруза је фаза пуне воштане зрелости, тада се постиже максималан принос хранљивих и сувих материја зрелости. Код избора хибрида за силажу, свакако је неопходно компарирати и следеће показатеље:
- Принос суве материје целе биљке
- Удео клипа у сувој материји приноса
- Садржај целулозе
- Садржај влакна

Наведене ставке указују на оправданост поклањања знатно веће пажње, не само стварању хибрида специфичних својстава за силажу, него посебан приступ газдовању у пољопривредним газдинствима која производе силажу. У пракси су чести случајеви да се код избора хибрида за силажу произвођачи опредељују за хибриде каснијих група зрења, сматрајући да таквим избором могу постићи већи принос.
Најбољи моменат за силирање биљке кукуруза је фаза воштане зрелости зрна. Тада биљка садржи 30-35% суве материје, а удео клипа у целој маси клипа је око 40%.
Када се биљка кукуруза силира са 35% суве материје, 97% суве материје од укупно могућег приноса. После касне воштане зрелости принос суве материје опада јер се стабљике ломе, клипови откидају а лист губи. Из табеле 1. може се видети да овакво опредељење заправо има обрнут ефекат, тј. доводе до губитака:
- постизање нижих приноса суве материје и
- добијање силажне масе лошијег квалитета.

Код опредељења за неки од хибрида за силажну сетву увек треба имати у виду да биљке до момента силирања треба да достигну од 28-35% суве материје са којом се и постижу најбољи квалитет у силирању.

## Поступци силирања
Основна правила при сваком силирању су:
- Ситно сецкање
- Добро сабијање
- Изолација масе од ваздуха
- Време силирања, односно старост биљке при убирању за силажу, има огроман утицај на њен квалитет.

Висок садржај суве материје обезбеђујући већу енергетску вредност силаже и довољно влаге која ће омогућити адекватно сабијање и постизање анаеробних услова. У пракси, најчешће се сува материја целе биљке креће од 30 - 35%. Постоје препоруке за директно утврђивање пожељне влажности односно суве материје на њиви. Кукурузно зрно сазрева од крунице, па до врха зрна које улази у кочанку. Од крунице, која је жуте боје, иста се повлачи надоле где се образује линија која раздваја жуто и бело ткиво. Препоруке су да биљку треба силирати на крају млечне, а на почетку воштане зрелости зрна, положајем млечне линије на ½ до ¾ површине зрна. Силирање се изводи машински. За то се користе комбајни врло различитог капацитета.

## Влажност материјала за силирање
Један од најважнијих услова који је потребно обезбедити за успешно одвијање процеса ферментације јесте степен влажности материјала који се силира. Најквалитетнија силажа од целе биљке кукуруза, добија се ако је влажност материјала између 65-70% (односно, 30-35% суве материје. Већи проценат влажности је непожељан јер он отежава правилан развој млечно – киселинских бактерија, а поспешује рад бутерних бактерија што се лоше одражава на коначан квалитет силаже. Такође не сме имати и превише суве материје зато што се сув материјал теже сабија, а такође и хранљива вредност где има вишка целулозе је лошијег квалитета.

## Сабијање материјала - Анаеробна средина
Сабијањем материјала истискује се ваздух, односно, стварају се анаеробни услови за рад млечно-киселинских бактерија, неопходних за ферментацију растворљивих угљених хидрата и стварање млечне киселине. Ферментација силажне масе одвија се у неколико фаза, која се карактеришу биохемијским процесима. У првој, аеробној фази долази до хидролизе лако растворљивих угљених хидрата и разлагање протеина. У ферментационој фази која следи долази до повећања киселости (pH) силаже, формирање млечне, сирћетне и бутерне киселине театанола и амонијака. Најважније да се постигне доминација млечне киселине над другима. У присуству већих количина ваздуха обављају се интензивнији оксидациони процеси, ствара се већа температура (преко 45 °C) и стварају услови за рад бактерија сирћетног врења, односно, продукцију сирћетне киселине. У условима овако повећане температуре, непожељан процес протеолизе је интензивнији. У силажи са недовољном количином млечне киселине стварају се услови за рад бактерија бутерног врења, односно, продукцију бутерне киселине, бутил-алкохола и ацетона, што силажу може учинити готово неупотребљивом за исхрану домаћих животиња. Поред тога у таквој силажи постоје услови за развој гљивица и плесни. Због тога се ваздух из материјала који се силира мора гажењем потпуно истиснути, као и спречити његово поновно продирање што се постиже непропустљивим зидовима сило-објеката и пажљивим покривањем силаже. Период активне ферментације обично траје од 7 до 21 дан, али може бити продужен и до 60 дана. Силирани материјал са више од 65% влаге брзо ферментише, док је ферментација спорија када је садржај влаге испод 50%. Добро гажење зависи од суве материје силажне масе и дужине одсечка. Што су одсечци зелене масе краћи то је сабијање боље, ферментација је квалитетнија, добија се бољи квалитет силаже. Свакако да дужина одрезака зависи и од степена зрелости биљака тако да би у оптималној фази за силирање (пуној воштаној зрелости са 65-70% воде) она требало да износи 0,8-1,0 cm, а у млечно-воштаној са 70-75% воде она може да износи и 2-3 cm.

## Шећерни минимум
Добра количина растворљивих шећера обезбеђује могућност њихове ферментације односно стварања довољних количина млечне киселине која омогућује жељену киселост силаже (pH 3,8-4,2). Сматра се да силирани материјал треба да садржи у сувој материји између 6 и 9% шећера. Када се силирају биљке са већим садржајем протеина потребно је да количина шећера буде већа. Пошто кукуруз као биљка има довољну количину лако ферментирајућих шећера, он се изузетно лако силира.